# Adolf Jensen
Adolf Jensen, (født 6. december 1854, død 7. marts 1920), var en dansk skuespiller.

## Filmografi
- Sparekassebogen (1911)
- Dødssejleren (1912)
- Det sorte Skib (1913)
- Fyrstindens Skæbne (1916)
- Folkets Ven (1918)
- Manden, der sejrede (1920)